# Aften
|  | For Jeppe Aakjærs digt, se Aften (digt) |
Aften er tidsrummet mellem eftermiddag og nat. Den Danske Ordbog betegner tidsrummet mellem kl. ca. 18 og kl. ca. 24 som aften. Herefter er det nat. For det meste betegnes tidrummet omkring skumringen som aftenen.
På grund af de skiftende årstider, varierer tidspunktet for solnedgangen. Dette kan have en indvirkning på folks opfattelse af hvornår skellet mellem eftermiddag, aften og nat ligger.